# Night of the Swallow
〈Night of the Swallow〉는 잉글랜드의 싱어송라이터 케이트 부시의 노래이다. 1982년에 발매된 네 번째 정규 음반 《The Dreaming》에 수록되어 있으며, 1983년 11월 음반의 다섯 번째이자 마지막 싱글로 발매되었다.

## 반응
아이슬란드의 가수 비요크는 〈Night of the Swallow〉를 "여태껏 쓰인 최고의 노래 중 하나"라고 극찬하였다.

## 트랙 리스트
아일랜드 7인치 싱글 (1983)
1. Night of the Swallow – 5:34
2. Houdini – 3:49

## 참여진
크레딧은 싱글의 재킷에서 발췌했다.
- 케이트 부시 – 보컬, 키보드
- 델 팔머 – 프렛리스 & 8현 베이스
- 스튜어트 엘리엇 – 드럼
- 리암 오플린 – 일리언 파이프, 페니 휘슬
- 션 킨 – 피들
- 도날 루니 – 부주키
- 빌 웰란 – 편곡
- 카인들라이트 – 사진 & 조색
- 닉 프라이스 – 추가 그림 작업

### 참고 자료
- 부시, 케이트 (1983년). 《Night of the Swallow》 (싱글). EMI. IEMI 9001.